# She-Ra et les Princesses au pouvoir
She-Ra et les Princesses au pouvoir (She-Ra and the Princesses of Power) est une série télévisée d'animation américaine de science-fiction féministe en 52 épisodes de 24 minutes, développée par N.D. Stevenson et diffusée entre le 13 novembre 2018 et le 15 mai 2020 partout dans le monde sur le service Netflix, incluant les pays francophones.
Il s'agit d'un reboot de la série d'animation She-Ra, la princesse du pouvoir, diffusée en syndication entre 1985 et 1986. Elle est issue de la franchise Les Maîtres de l'univers de la société Mattel et est produite par la branche télévisée du studio DreamWorks Animation.
La série a pour trame principale les aventures d'Adora, une orpheline membre de la terrible armée de la Horde, qui fait la découverte d'une épée magique lui permettant de se transformer en la puissante guerrière She-Ra. Elle rejoint alors la rébellion pour restaurer l'équilibre sur la planète Etheria, aux côtés de princesses aux pouvoirs très différents.
She-Ra a reçu un accueil très positif de la part de la critique, principalement pour son écriture, ses personnages ainsi que pour sa direction artistique. La série est nommée à de multiples cérémonies de récompenses notamment aux Daytime Emmy Awards en 2019 puis aux Critics' Choice Television Awards en 2020 ainsi que deux années de suite aux GLAAD Media Awards. Ces deux derniers épisodes obtiennent également une nomination pour le prix Hugo de la meilleure présentation dramatique en 2021.
La série s'est distingué de la version originale grâce aux thèmes forts qu'elle aborde comme l'amitié, la guerre ou encore le féminisme. Les représentations LGBTQIA+ et la présence de personnages dont les ethnies et les corps sont différents et variés lui permettent également d'être plus diversifiée que son aînée.

## Synopsis
Adora est membre de la terrible armée de la Horde, dirigée par le monstrueux Hordak qui fait régner la peur sur la planète Etheria. C'est l'une des meilleures soldates de l'armée, elle est donc sélectionnée pour devenir la nouvelle capitaine des forces de la Horde dont la mission est de détruire la Grande Rébellion dirigée par un groupe de princesses.
Lors d'une escapade secrète dans la Forêt des Murmures, Adora se retrouve séparée de Catra. Elle fait alors la découverte d'une épée magique qui la transforme en la puissante guerrière She-Ra. Elle rencontre les princesses de la Grande Rébellion qui lui parlent d'une légende : She-Ra devait revenir sous les traits de leur meilleure héroïne et restaurer l'équilibre à Etheria, en alliant toutes les princesses. Il semblerait qu'Adora soit cette héroïne.
Adora ouvre alors les yeux sur la Horde et décide de prêter allégeance à la Grande Rébellion. Elle sera aidée dans sa quête par les autres princesses et membres de la rébellion.

## Distribution

### Voix originales
- Aimee Carrero : Adora alias She-Ra
  - LaLa Nestor : Adora enfant
- Karen Fukuhara : Glimmer
- AJ Michalka : Catra
  - Juliet Donenfeld : Catra enfant
- Marcus Scribner : Bow
- Reshma Shetty : la reine Angella
- Lorraine Toussaint : Shadow Weaver
- Keston John : Hordak / Grizzlor / Horde Prime / les Clones / Wrong Hordak
- Lauren Ash : Scorpia
- Christine Woods : Entrapta
- Génesis Rodríguez : Perfuma
- Jordan Fisher : Seahawk / Seneschal
- Vella Lovell : Mermista
- Merit Leighton : Frosta
- Sandra Oh : Castaspella
- Krystal Joy Brown (en) : Netossa
- N.D. Stevenson : Spinnerella
- Morla Gorrondona : Light Hope
- Grey Griffin : Madame Razz
- Adam Ray (en) : Swift Wind
- Dana Davis : Lonnie
- Antony Del Rio : Kyle
- Geena Davis : Huntara
- Zehra Fazal (en) : Mara
- Chris Jai Alex : George
- Regi Davis : Lance
- Daniel Dae Kim : le roi Micah
  - Taylor Gray : Micah enfant
- Jake Eberle : Norwyn / Tung Lashor
- Jacob Tobia : Double Trouble
- Amanda C. Miller : Flutterina
- Amy Landecker : Octavia
- Morla Gorrondona : Darla
- Melissa Fumero : Starla
- Ashley Eckstein : Tallstar
- Alex Blue Davis : Jewelstar
- John Lavelle : Peekablue

### Voix françaises
- Fanny Bloc : Adora alias She-Ra
- Camille Donda : Scintilla (Glimmer)
- Dorothée Pousséo : Catra / Glacia (Frosta)
- Fabrice Trojani : Flechdor (Bow) / Kyle / les Clones
- Delphine Braillon : la reine Angella / Scorpia / Netossa / Mara
- Pauline Brunel : Ténébra (Shadow Weaver) / Chassetara (Huntara)
- Nathalie Homs : Doublia (Double Trouble)
- Julien Meunier : Hordak / Faucon des Mers (Seahawk) / Fougor (Swift Wind) / George / le roi Micah / Faux Hordak (Wrong Hordak) / Irisa (Peekablue)
- Arnaud Léonard : le Grand Maître de la Horde (Horde Prime) / les Clones
- Ingrid Donnadieu : Jasmine (Perfuma) / Sorciella (Castaspella) / Grand Espoir (Light Hope) / Madame Razz / Darla
- Edwige Lemoine : Entrapta / Siréna (Mermista) / Lonnie
- Jean-Baptiste Anoumon : Lance

 Source et légende : version française (VF) sur RS Doublage et le carton de doublage en fin d'épisode sur Netflix.

## Production

### Développement

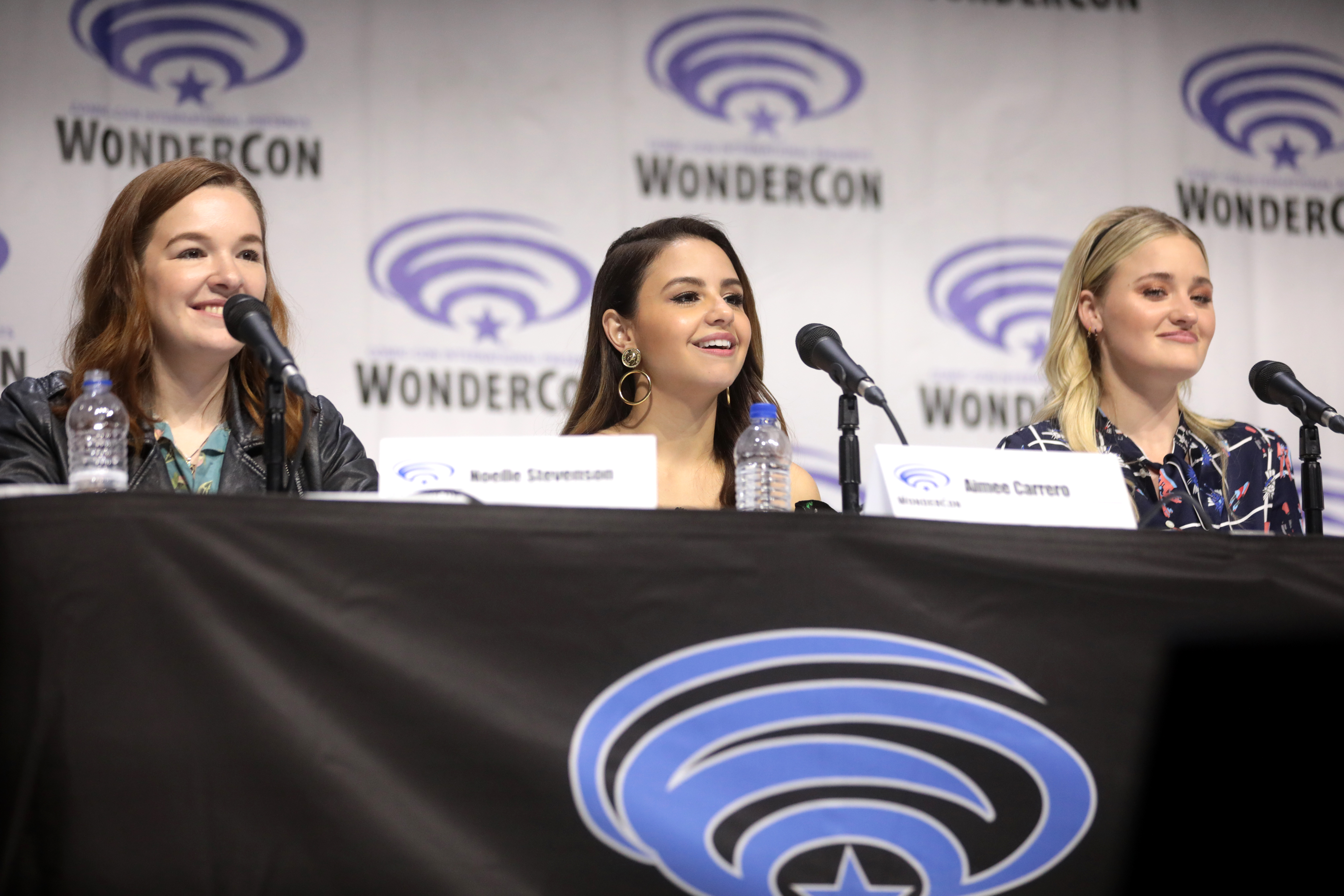
N.D. Stevenson, le show runner de la série, avec Aimee Carrero, voix d’Adora/She-Ra, et AJ Michalka, voix de Catra, à la WonderCon en 2019.

Le développement et la production de la série avaient commencé simultanément en avril 2016. Le 12 décembre 2017, N.D. Stevenson dévoile qu'il développe depuis plusieurs mois un reboot de la série d'animation She-Ra, la princesse du pouvoir, issue de la franchise Les Maîtres de l'univers, avec DreamWorks Animation Television pour une diffusion sur le service de streaming Netflix.
Le 18 mai 2018, Netflix fait une grosse annonce, dévoilant une très grande partie de la distribution originale de la série qui sera composée notamment d'Aimee Carrero, qui prête déjà sa voix à la princesse Elena d'Avalor dans la série Disney du même nom, Karen Fukuhara, AJ Michalka ou encore Sandra Oh.
Le service dévoile également le premier poster et le logo de la série et annonce une diffusion avant la fin de l'année 2018.
Le 16 juillet 2018, Netflix dévoile les premières images de la série et la nouvelle She-Ra. Le service annonce également que l'intégralité de la saison sera disponible le 16 novembre 2018 sur sa plateforme. Néanmoins, quelques semaines avant la mise en ligne de la saison, Netflix annonce qu'elle sera finalement disponible en avance, le 13 novembre 2018.
Le 24 janvier 2019, le service annonce le renouvellement de la série pour une seconde saison et fixe sa mise en ligne pour le 26 avril 2019 puis, en mai 2019, une troisième saison est annoncée pour le 2 août 2019.
Le 6 octobre 2019 à la New York Comic Con, l'équipe de la série annonce la sortie de la quatrième saison, qui sera composée de treize épisodes, pour le 5 novembre 2019.
Le 17 mars 2020, Netflix annonce la sortie de la cinquième saison pour le 15 mai 2020 et dévoile qu'elle sera la dernière de la série.

### Style graphique
La série s'inspire visuellement de l'animation japonaise ainsi que du travail des artistes Jean Giraud et Hayao Miyazaki.
Graphiquement, la diversité est un élément important de la série avec des personnages dont les ethnies et les corps sont différents et variés. Cela lui permet de se différencier de la série originale qui mettait principalement en scènes des personnages minces et blancs en raison de l'utilisation d'un moule unique pour la collection de poupées dont elle s'inspirait.

### Musique
Le générique de la série, Warriors, est interprété par la chanteuse américaine Aaliyah Rose. Dans sa critique de la première saison, The Washington Post dit du générique qu'il est « tellement bon qu'il ne doit pas être passé (par le spectateur) ». Pour le journal, il s'agit de l'un des meilleurs génériques de séries Netflix avec ceux de Daredevil, The Crown et Narcos.
La musique originale de la série a été composée par Sunna Wehrmeijer. La compositrice décrit la musique de She-Ra comme la rencontre entre les sonorités de la Synthpop des années 1980 et celles d'un orchestre de films d'aventures, Wehrmeijer souhaitant répondre à la demande de N.D. Stevenson qui désirait une musique épique et légère à la fois.
Un album contenant les compositions de Wehrmeijer pour la série a été publié le 8 mai 2020 par Back Lot Music. Il contient une reprise de Warriors par l'actrice-chanteuse AJ Michalka, qui prête sa voix à Catra dans la série.
Liste des titres
| No  | Titre                                         | Artiste     | Durée |
| --- | --------------------------------------------- | ----------- | ----- |
| 1.  | Warriors (She-Ra and the Princesses of Power) | AJ Michalka | 3:30  |
| 2.  | Transformation                                |             | 1:39  |
| 3.  | The Sword                                     |             | 3:29  |
| 4.  | Razz                                          |             | 2:58  |
| 5.  | Princess Prom                                 |             | 2:35  |
| 6.  | No Princess Left Behind                       |             | 8:27  |
| 7.  | Promise                                       |             | 5:12  |
| 8.  | The Battle for Bright Moon                    |             | 4:58  |
| 9.  | Ties That Bind                                |             | 2:07  |
| 10. | Light Spinner                                 |             | 7:27  |
| 11. | The Price of Power                            |             | 5:39  |
| 12. | Moment of Truth                               |             | 3:55  |
| 13. | The Coronation                                |             | 3:05  |
| 14. | Hero                                          |             | 5:10  |
| 15. | Fractures                                     |             | 2:49  |
| 16. | Beast Island                                  |             | 6:09  |
| 17. | Launch                                        |             | 4:00  |
| 18. | Heart Pt. 1                                   |             | 6:01  |
| 19. | Heart Pt. 2                                   |             | 2:51  |
| 20. | End Credits Medley                            |             | 10:15 |

## Thèmes de la série
La première partie de la première saison utilise une approche Princesse du jour : un épisode met en scène She-Ra et sa rencontre avec une nouvelle princesse. Cette approche offre aux scénaristes la possibilité de s'attarder sur un personnage en particulier et de montrer sa personnalité, son histoire et les thématiques autour de lui, pour leurs permettre de se concentrer sur l'avancement de l'histoire lors du reste de la saison et pour les futurs saisons, les personnages étant bien installés.
Pour Nate Diana Stevenson, le cœur de la série est les relations entre les personnages. Le fait qu'ils soient adolescents permet d'explorer des thèmes comme la jalousie, les coups de cœur mais également la force de l'amitié. La série explore également la guerre, l'isolationnisme, la colonisation et le génocide.

### Féminisme
L'autre thème fort de la série est le féminisme avec des personnages féminins forts, courageux et solidaires. Cela se traduit également par le fait que dans cette version, Adora découvre sa destiné toute seule alors qu'habituellement dans la franchise, elle la découvre toujours grâce à l'aide de son frère jumeau, le Prince Adam, alias Musclor. Ce dernier ne devrait pas apparaitre directement dans la série, les scénaristes souhaitant laisser le temps à Adora de se découvrir entièrement.
Le portrait d'antihéros de Catra et sa relation d'amie-ennemie avec Adora est l'un des thèmes de la série ayant le plus marqué les spectateurs lors de la première saison, le site américain The Verge l'ayant décrit comme « le meilleur antihéros animé depuis Zuko (d'Avatar, le dernier maître de l'air) ».

### Représentation LGBTQIA+
Avant même la diffusion de la série, l'équipe confirme qu'elle contiendra des représentations LGBTQIA+ avec des personnages fluides en matière de genre et d'attirances,. Le site Tor indique que la série est « queer et non-binaire sur à peu près tous ses aspects, avec de nombreux personnages avec une orientation ou une identité de genre fluide ».
La première saison met en scène une relation amoureuse entre Tournelle et Netossa, deux personnages féminins, confirmée plus tard par l'équipe de la série. Dans le final de cette saison, les personnages se réunissent pour former un arc en ciel. Interrogé à ce sujet, N.D. Stevenson plaisante en répondant qu'il s'agit d'une métaphore de « l'agenda gay (en) »
Dans la deuxième saison, les spectateurs font la rencontre des pères de Flechdor, un couple homoparental. Pour la quatrième saison, la production annonce l'arrivée d'un personnage non-binaire interprété par l'activiste Jacob Tobia.
En 2020, la cinquième saison de la série se termine avec Adora et Catra qui entament une relation amoureuse : les deux personnages s'avouent leurs sentiments avant d'échanger un baiser. Cette scène a été très bien accueillie par la presse spécialisée, la décrivant comme un moment important dans l'histoire des séries jeunesses, de l'animation, et pour la représentation LGBTQIA+,,,.

## Épisodes
| Saisons | Saisons | Nombre d'épisodes | Diffusion originale sur Netflix |
| ------- | ------- | ----------------- | ------------------------------- |
|         | 1       | 13                | 13 novembre 2018                |
|         | 2       | 7                 | 26 avril 2019                   |
|         | 3       | 6                 | 2 août 2019                     |
|         | 4       | 13                | 5 novembre 2019                 |
|         | 5       | 13                | 15 mai 2020                     |

### Première saison (2018)
Composée de treize épisodes, elle a été mise en ligne le 13 novembre 2018.
1. L'Épée - 1er partie (The Sword - Part 1)
2. L'Épée - 2e partie (The Sword - Part 2)
3. Madame Razz (Razz)
4. Des fleurs pour She-Ra (Flowers for She-Ra)
5. Le Portail des mers (The Sea Gate)
6. Système défaillant (System Failure)
7. Dans l'ombre de Mistakor (In The Shadows of Mystacor)
8. Le bal des princesses (Princess Prom)
9. Aucune princesse ne sera abandonnée (No Princess Left Behind)
10. Le Phare (The Beacon)
11. Promesse (Promise)
12. Grand Espoir (Light Hope)
13. La Bataille de Bright Moon (The Battle of Bright Moon)

### Deuxième saison (2019)
Composée de sept épisodes, elle a été mise en ligne le 26 avril 2019.
1. La Forêt de glace (The Frozen Forest)
2. Des liens solides (Ties That Bind)
3. Les Signes (Signals)
4. Prise au jeu (Roll With It)
5. Le Voile blanc (White Out)
6. Beatrix (Light Spinner)
7. Réunion de famille (Reunion)

### Troisième saison (2019)
Composée de six épisodes, elle a été mise en ligne le 2 août 2019.
1. Le Prix du pouvoir (The Price of Power)
2. La Grande chasse (Huntara)
3. Un jour dans le désert (Once Upon a Time in the Waste)
4. Moment de vérité (Moment of Truth)
5. Souviens-toi (Remember)
6. Le Portail (The Portal)

### Quatrième saison (2019)
Composée de treize épisodes, elle a été mise en ligne le 5 novembre 2019.
1. Le couronnement (The Coronation)
2. La Vallée de l'égaré (The Valley of the Lost)
3. Aéria (Flutterina)
4. Impulsion (Pulse)
5. Protocole (Protocol)
6. Princesse Scorpia (Princess Scorpia)
7. Les mystères de la mer (Mer-Mysteries)
8. Soirée entre mecs (Boys' Night Out)
9. Héroïnes (Hero)
10. Ruptures (Fractures)
11. L'île aux bêtes (Beast Island)
12. Destinée - 1er partie (Destiny - Part 1)
13. Destinée - 2e partie (Destiny - Part 2)

### Cinquième saison (2020)
Composée de treize épisodes, elle a été mise en ligne le 15 mai 2020.
1. Grand Maître de la Horde (Horde Prime)
2. Décollage (Launch)
3. Couloirs (Corridors)
4. Coincés (Stranded)
5. Au secours du chat (Save the Cat)
6. Prise de contrôle (Taking Control)
7. Les Dangers d'Irisa (Perils of Peekablue)
8. À l'aveuglette (Shot in the Dark)
9. Un vent de colère (An Ill Wind)
10. Retour au Rocher de la Peur (Return to the Fright Zone)
11. Le Dispositif (Failsafe)
12. Le Cœur - 1er partie (Heart - Part 1)
13. Le Cœur - 2e partie (Heart - Part 2)

## Courts métrages
| Volumes | Volumes | Nombre d'épisodes | Diffusion originale sur YouTube | Diffusion originale sur YouTube |
| Volumes | Volumes | Nombre d'épisodes | Début de saison                 | Fin de saison                   |
| ------- | ------- | ----------------- | ------------------------------- | ------------------------------- |
|         | 1       | 5                 | 15 juin 2019                    | 10 juillet 2019                 |
|         | 2       | 7                 | 29 août 2019                    | 10 octobre 2019                 |

### Les Histoires de Swift Wind(2019)
Composée de cinq courts métrages, cette mini-série centrée sur Fougor a été diffusée entre le 15 juin et le 10 juillet 2019 sur la chaîne YouTube de DreamWorks Animation Television.
1. L'Entraînement des guerriers ! (Unicorn Warrior Training!)
2. Aventures de Bras de fer ! (Arm Wrestling Revenge!)
3. Aventures d'anniversaires ! (A Princess Birthday Party!)
4. Aventures de Scintilla punie ! (Grounded Glimmer Jailbreak!)
5. Aventures avec She-Ra ! (Horse Hero Transformation!)

### Recrutement de Princesse rebelle(2019)
Composée de sept courts métrages, cette mini-série a été diffusée entre le 29 août et le 10 octobre 2019 sur la chaîne YouTube de DreamWorks Animation Television.
1. La Présentation de Flechdor (Bow Begins the Fight)
2. Scintilla et Angella (Glimmer Wants YOU to Join)
3. Présente She-Ra ! (From Adora to She-Ra)
4. Méditation avec Jasmine (Meditation with Perfuma)
5. Siréna est la plus cool (Mermista is the Coolest)
6. Entrapta a volé Flechdor (Entrapta Stole Bow's Tracker Pad)
7. La Horde sauvage est SAUVAGE (The Evil Horde is EVIL)

## Personnages

### La Rébellion

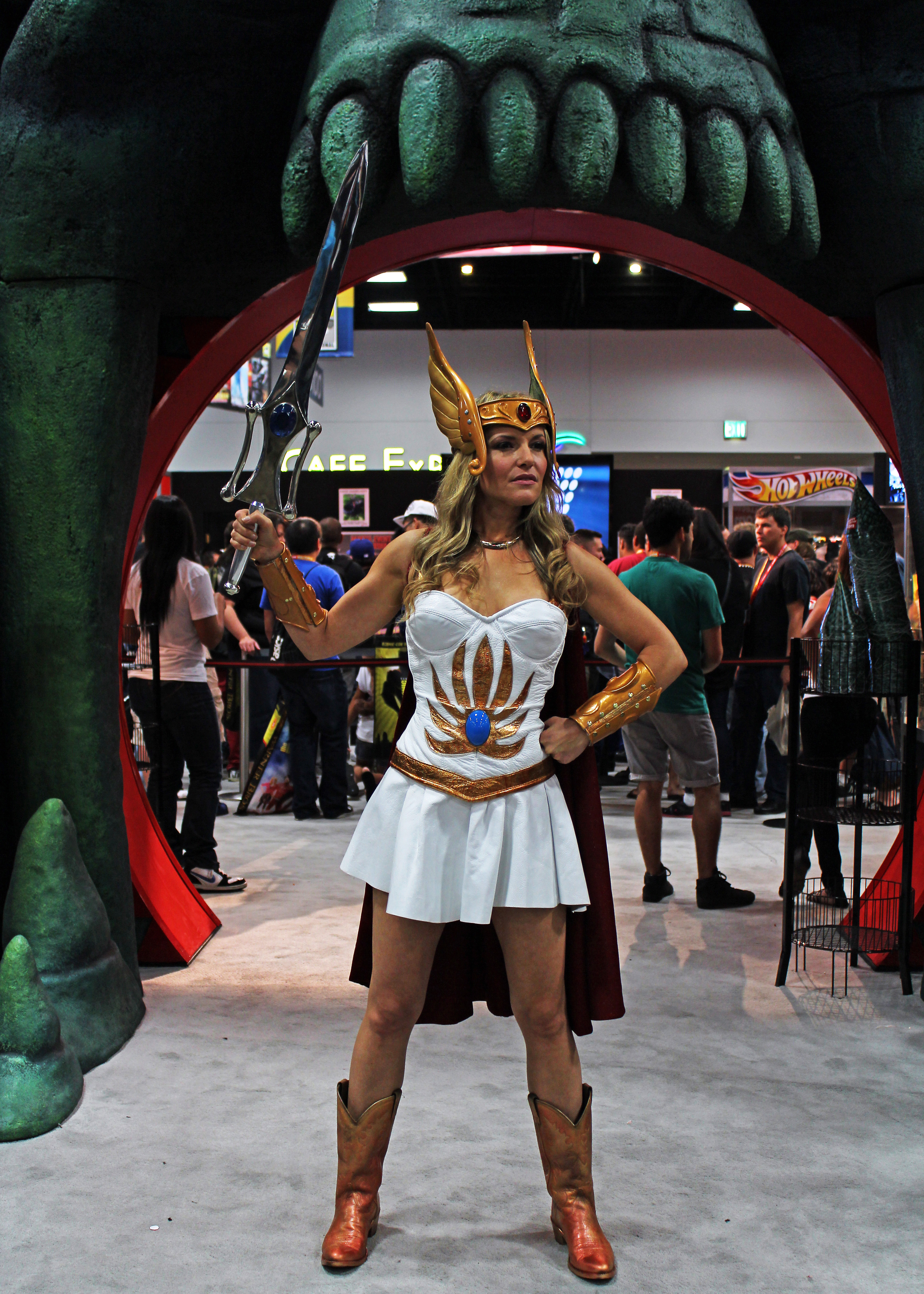
Un cosplay de She-Ra.

#### Adora / She-Ra
Adora est une jeune orpheline qui a été élevée au sein de la Horde avant de s’engager pour de bon dans l’armée d’Hordak. Elle montre des qualités évidente de leadership et se voit offrir à ses 16 ans le capitanat de sa section, qu’elle accepte. Elle rejoint cependant la Rébellion quand, après avoir trouvé l’épée du Pouvoir, elle comprend les mensonges proférés par la Horde pour la garder en son sein. Devenue She-Ra, elle apprend rapidement à maitriser ses nouvelles capacités et les met au service des Princesses tout en gardant une grande autonomie de décision, ce qui la met souvent en difficulté, gagnant la confiance de Scintilla et de Flèchdor qui deviennent ses meilleurs amis, regrettant toutefois d’avoir perdu sa relation avec Catra qui a choisi de rester au sein de la Horde. Au fil du temps, elle en apprend plus sur la dernière incarnation du Pouvoir et découvre que ce don a un pendant sombre qui menace l’existence même de son monde.

#### Princesse Scintilla (Glimmer)
Une des princesses du Pouvoir, elle tire son talent d’une des Pierres du Pouvoir dont sa mère la Reine a la garde. Elle possède le pouvoir de se téléporter. Scintilla désire reformer l'Alliance des Princesse pour combattre la Horde et grâce à son amitié avec Adora et Flèchdor, elle parvient à y concrétiser, ralliant d'autre princesses à sa cause. Devenue reine à la disparition de sa mère, Scintilla constate avec amertume que son nouveau statut la force à s’éloigner d’Adora et elle a du mal à supporter sa trop grande indépendance étant désormais responsable de son royaume. Cependant, elle compris très bientôt ses erreurs et se réconciliera avec ses amis. Dans la saison 5, elle avoue à Flèchdor ses sentiments pour lui.

#### Flèchdor (Bow)
Flèchdor était destiné à devenir historien comme le sont ses pères. Mais avide d’aventures, il a appris en secret l’archerie dont il est devenu un maître reconnu avant de quitter le domicile pour rejoindre la Rébellion, faisant croire à une formation dans une université éloignée. Même n'ayant aucun pouvoir, il est très efficace sur le champ de bataille avec son arc et ses connaissances en technologie des Fondateurs et peut compter sur l'aider d'Adora, de Scintilla et des autres Princesses. Il a lui-même conçu et réalisé ses flèches piégées à usages variés. Dans la saison 5 il avoue à Scintilla qu'il a des sentiments pour elle.

#### Princesse Jasmine (Perfuma)
Une des Princesses du Pouvoir, Jasmine règne sur la forêt de Plumeria. Son pouvoir lui permet de contrôler la vie végétale et de l’utiliser sous toutes ses formes, même si parfois le résultat est loin d’être celui espéré (surtout avec les cactus).

#### Princesse Siréna (Mermista)
Princesse pouvant contrôler l'eau et se changer en sirène, Siréna règne sur les mers d’Etheria. Son caractère difficile est provoqué par son besoin régulier de repousser les avances de Faucon des Mer.

#### Princesse Entrapta
Princesse passionnée de technologie et désirant toujours de récupérer des artéfacts des Fondateurs pour en percer les secrets. Aidant au départ Adora et ses amis, Entrapta change de camp au profit de la Horde quand Catra lui donne accès en échange de ses talents la possibilité d’étudier la technologie apportée par Hordak. Même après avoir appris que si She-Ra l'avait abandonnée c'est parce qu'elle la pensait morte après une mission qui a mal tourné, Entrapta est restée au service de la Horde par curiosité scientifique. Quand elle refuse d’ouvrir un Portail qui pouvait détruire Etheria, Catra l’exile sur l'Ile aux Bêtes où elle poursuit ses recherches. Lors d'une mission sauvetage avec les princesses, Entrapta a reprogrammé un robot de la Horde qu'elle a appelé Émilie. Entrapta prétend qu'elle n'est pas aussi douée avec les gens qu'avec la technologie mais elle réussit cependant à devenir l'amie de Scorpia et des princesses, et aussi avec Hordak.

#### Princesse Glacia (Frosta)
La plus jeune des princesses, la jeune Glacia est encore une enfant et elle use souvent de son pouvoir sur la glace de façon puérile et brutale. Ce qui est souvent déterminant contre la Horde.

#### Princesse Netossa et princesse Tournelle (Spinnerella)
Princesses probablement mariées en raison des colliers qu'elles portent tout au long de la série. Elles font partie de la Rébellion dès le début de la série. Netossa crée des filets et Tournelle manipule l'air. Tournelle et Netossa sont très compétitives.

#### Reine Angella
Reine de Bright Moon, femme du roi Micah et mère de Scintilla, elle dirige la Rébellion. Angella a tendance à surprotéger sa fille, ne lui faisant de plus en plus confiance que trop lentement au goût de cette dernière. Elle ne s’est jamais remise de la disparition de son époux, ignorant que ce dernier est en vie mais prisonnier de l'île aux Bêtes. Angella se sacrifie pour refermer un portail dimensionnel défectueux qui menaçait de détruire Etheria. Elle est tout de suite manqué par toutes les princesses et sa disparition entrainera un déluge dans tout le royaume.

#### Grand Espoir (Light Hope)
Grand Espoir est un hologramme qui personnifie la conscience du Palais de Cristal. Elle entraîne celle qui personnifie She-Ra à maîtriser ses talents et la pousse à accomplir son destin. Devenue l’amie de Mara, Grand Espoir a vu sa programmation scindée en deux personnalités distinctes, l’une au service absolu des Fondateurs et l’autre voulant sauver Etheria et écouter Mara. L’humanité de Grand Espoir prit finalement fait et cause pour Adora, se sacrifiant pour détruire son emprise et tenter de sauver Etheria.

#### Faucon des Mers (Sea Hawk)
Faucon des Mers est un des rares hommes de l'équipe. Marin émérite, il est aussi un bonimenteur de première, s’appropriant les exploits d’autres aventuriers. Il aime chanter pour essayer de réconforter ses amis même si ces derniers n'apprécient pas toujours. Il est parfois égocentrique et Adora est souvent obligée de le sortir des mauvais pas où il se précipite de façon immature. Il est convaincu que Siréna l'aime et il continue inlassablement à la courtiser malgré certains refus.

#### Madame Razz
Ancienne apothicaire, Madame Razz vit seule dans la forêt depuis des siècles. Son grand âge l’a fait devenir sénile et elle ne communique plus qu’au travers de ses souvenirs et expériences passées, semblant ignorer la réalité qui l’entoure. Parfois il semble pourtant que son esprit soit parfaitement clair.

#### Mara / She-Ra
Mara fut la dernière incarnation de She-Ra avant de mourir il y a des siècles de cela. Adora a appris son existence par un hologramme du Château de Cristal et elle était l’amie de Mme Razz a qui elle a confié avoir compris quel était le terrible secret de She-Ra qui, loin d’être la guerrière qui libèrera Etheria, sera en réalité celle qui détruira ce monde. Mara est morte en tentant de fuir Etheria (son vaisseau s'est écrasé dans le Désert Cramoisi) et a laissé le pouvoir de She-Ra endormi durant des siècles.

#### Fougor (Swift Wind)
Fougor était un cheval tout ce qu’il y a de plus normal mais pris dans la magie de transformation de She-Ra par accident, il est devenu une licorne ailée dotée de la parole au grand dam de ses proches, il est lié à Adora par un lien très spécial et on comprend dans la saison 5 à quel point elle compte pour lui.

### La Horde

#### Catra
Une jeune fille à moitié chat et proche d'Adora même si Catra essayait toujours de battre Adora pour devenir Capitaine. Au départ d’Adora, Catra se sentit trahie et cela renforça sa loyauté envers la Horde, devenant peu à peu la femme de confiance de Hordak. Catra tente de cacher soigneusement que si elle reste au sein de la Horde, c’est plus par peur d’être seule et abandonnée que par idéologie. Dans la saison 4, elle a une crise émotionnelle, provoquée par son sentiment de solitude et les nombreuses erreurs qu'elle a commises. Elle finira par se réconcilier avec Adora avec laquelle elle se mettra en couple.

#### Ténébra / Tisseuse de Lumière (Shadow Weaver / Light Spinner)
Commandante de la Horde et portant continuellement un masque pour cacher ses cicatrices, Ténébra fut par le passé une magicienne déchue de son rang nommée Tisseuse de Lumière mais à cause de sa soif de pouvoir elle fut blessée et rejoint la Horde. Elle fut la professeur de Micah, du père de Scintilla. C'est elle qui a élevé Adora et Catra pour qu'elles deviennent des soldats. Elle a perdu son rang auprès de Hordak quand ce dernier a commencé à favoriser Catra lassé de ses échecs et elle est depuis "invitée" de la Rébellion sous surveillance constante et commença à montrer de plus en plus son humanité restant qu’elle avait caché depuis tout ce temps.

#### Princesse Scorpia
Combattante et dévouée à Hordak, Scorpia se révèle être une Princesse dont le pouvoir ne s’est pas manifesté faute d’être liée à sa Pierre, devenue propriété de Ténébra. Elle est le bras droit de Catra et développe rapidement un grand attachement pour cette dernière qu'elle considère comme son âme sœur et sa meilleure amie. Mais Catra n’a cure de cela et la considère plus comme un boulet. Scorpia finit par admettre la vérité et quitte la Horde quand Catra exile Entrapta pour rejoindre la Rébellion car elle prend conscience qu'elle et son robot Émilie sont ses seules vraies amies. À la fin alors que Catra était sur le point de s’excuser auprès d’elle, elle l’interrompt en lui faisant un grand câlin comme elle n’avait aucune rancune envers elle. Son union avec sa Pierre lui donne ses pouvoirs mais permet aussi à Hordak d’ouvrir un Portail stable qui ramène Etheria dans l’Univers.

#### Hordak
Leader incontesté de la Horde, Hordak a pour obsession de conquérir Etheria dans sa totalité. Il cache son grand secret aux yeux de ses propres hommes : il n’est en réalité qu’un clone à courte durée de vie du véritable Grand Maître de la Horde (Horde Prime). Considéré comme défectueux, il a été envoyé pour mourir en première ligne, puis fut envoyé par un portail vers Etheria et decida de la conquérir pour regagner les faveurs du Grand Maître. Il passe énormément de temps à trouver un moyen de prolonger sa vie pour impressionner son original quand il aura la possibilité de le rejoindre au travers d’un Portail stable. Donc avec le temps, lui et Entrapta deviennent amis.

#### Doublia (Double Trouble)
Doublia est un personnage non-binaire, métamorphe et mercenaire, son allégeance allant au plus offrant. Doublia se passionne pour la performance théâtrale et se sert de son pouvoir pour se mettre dans la peau de différents personnages : ce qui lui permettra de semer le trouble dans la Rébellion en faisant croire à des trahisons multiples pour le plus grand profit de la Horde, mais se ralliera ensuite du côté de la Rébellion. Peu importe son camp, Doublia n'a que l'argent et la performance pour motivation.

#### Le Grand Maître de la Horde (Horde Prime)
Le Grand Maître de la Horde est le véritable leader de la Horde ainsi que l'antagoniste final de la série. Froid, sadique et mégalomane, son objectif est de créer, avec sa "lumière" et ses clones, un "univers parfait" et n'hésite pas à éliminer ceux qui se dressent en travers de son chemin.

#### Lonnie
Lonnie est l’un des soldats de la Horde. Elle était l’amie d’Adora avant qu’elle parte rejoindre la rébellion. Lonnie peut paraître dure en apparence mais elle montre un côté plus doux lorsqu’elle se soucie de ses amis. Finalement, elle quittera la Horde avec Kyle et Rogelio.

#### Kyle
Kyle est l’un des soldats de la Horde. Kyle est beaucoup moins imposants que les autres soldats et jamais pris au sérieux par ses camarades. Il quittera la Horde accompagné de Rogelio et Lonnie.

#### Rogelio
Rogelio est l’un des soldats de la Horde. Rogelio est un homme-lézard très peu bavard, on l’entend parfois grogner. Il quittera la Horde avec Kyle et Lonnie.

### Les autres

#### Les Fondateurs (The First Ones)
Les Fondateurs constituent, selon les légendes d’Etheria, les ancêtres mythiques de la population de la planète. Ils ont laissé derrière eux une série de ruines et d’appareils très avancés sur le plan technologique. She-ra est liée à eux mais personne ne sait comment ni pour quel but.
Tout comme Mara en son temps, Adora finit par découvrir la sinistre vérité : Les Fondateurs sont venus d’ailleurs pour exploiter à outrance les réserves d’énergie magique qui baignent la totalité de la planète pour lutter contre le maître de la Horde, n’ayant aucune considération pour sa survie. Mara, qui a refusé de détruire Etheria pour leur profit, a enfermé la planète dans un Univers de poche coupé du reste de la réalité.

## Accueil

### Réception critique
La première saison de la série a reçu des critiques majoritairement positives. Sur le site agrégateur de critiques Rotten Tomatoes, elle recueille 100 % de critiques positives, avec une note moyenne de 7,66/10 sur la base de 24 critiques collectées. L'intégralité des critiques reçue par la saison sur le site sont positives, lui permettant d'être l'un des rares programmes à ne recevoir aucune critique négative sur Rotten Tomatoes.
Le consensus critique établi par le site résume que la série est visuellement puissante et qu'elle marque beaucoup de points grâce à son écriture subtile et ses personnages multidimensionnels qui lui permettent d'être à la hauteur de la série des années 1980. Il conclut que la série est idéale pour les fans de la franchise mais également pour les plus jeunes.
L'année suivante, la seconde saison reçoit 85 % de critiques positives, avec une note moyenne de 7,84/10 sur la base de 13 critiques collectées. Le consensus résume que la série continue de gagner en force, ce qui ravira les plus jeunes fans tout en rappelant aux adultes les vertus de l'amitié et de la gentillesse. Quelques mois plus tard, la troisième saison réunies 100 % de critiques positives, avec une note moyenne de 8/10 sur la base de 8 critiques collectées, ce qui l'empêche néanmoins de bénéficier d'un consensus.

### Controverse
Lors de la diffusion des premières images du nouveau design du personnage de She-Ra, ce dernier a été critiqué, notamment par des hommes, pour ne pas être assez sexy, voluptueux et glamour comme il était dans la série originale qui, pour eux, illustrait la « femme parfaite ».
À la suite de cette controverse, le co-créateur de la série originale, Joseph Michael Straczynski, apporte son soutien à la nouvelle She-Ra et déclare que le personnage et son design d'origine ont été écrits et créés pour faire d'elle « une guerrière avant tout » et que « ceux qui la voient comme une "femme parfaite" le font sous une lentille de prépubère ». Il continue en déclarant qu'il peut « en quelque sorte, le comprendre » mais « que cela n'a jamais été leurs intentions créatives ». Il dévoile également avoir utilisé les principes « force, intelligence et esprit » pour créer le personnage, principes qu'il reprendra pour donner naissance aux personnages féminins de ses autres créations, les séries Babylon 5 et Sense8.
Néanmoins, ce design fut également reçu de manière positive par d'autres appréciant le fait que la production évite de sexualiser un personnage pour enfant mais également pour son image positive du corps de la femme.

## Distinctions
Sauf indication contraire, les informations mentionnées dans cette section peuvent être confirmées par la base de données cinématographiques IMDb,  présente dans la section « Liens externes ».

### Récompenses
- Daytime Emmy Awards 2020 : Meilleure campagne promotionnelle pour un programme ou une chaîne (catégorie Creative Arts Emmy Awards)
- GLAAD Media Awards 2021 : Meilleur programme familial ou pour enfant

### Nominations
- Daytime Emmy Awards 2019 : meilleure distribution pour une série ou une émission spéciale animée.
- GLAAD Media Awards 2019 : meilleur programme familial ou pour enfant
- Golden Trailer Awards 2019 : meilleure bande-annonce pour un programme d'animation ou familial.
- Annie Awards 2020 : meilleure musique dans un programme télévisée pour Beast Island, composée par Sunna Wehrmeijer
- Critics' Choice Television Awards 2020 : meilleure série d'animation
- Casting Society of America 2020 : meilleur casting dans une série télévisée d'animation pour Ania O’Hare
- GLAAD Media Awards 2020 : meilleur programme familial ou pour enfant
- GLAAD Media Awards 2021 : meilleure série d'animation
- Annie Awards 2021 :
  - meilleur programme pour enfant pour l'épisode Le Cœur - 2e partie (saison 5, épisode 13)
  - meilleur scénario pour l'épisode Le Cœur - 2e partie (saison 5, épisode 13)
- Prix Hugo 2021 : meilleure présentation dramatique au format court pour les épisodes Le Cœur - 1er partie et Le Cœur - 2e partie (saison 5, épisodes 12 et 13) (résultats en attente)